# Hellweg Konkret
Bei Hellweg Konkret handelt es sich um ein Ausstellungsprojekt, das sich auf die Spur des konkreten Kunstschaffens in der Hellwegregion und Arnsberg nach 1945 macht. Orte, wo konkrete Kunst entstanden ist, gesammelt oder vermittelt wird. Die mehrteilige Reihe widmet sich einem wichtigen Zweig modernen und zeitgenössischen Kunsthandelns, das im regionalen Fokus bislang nur selten Beachtung gefunden hat.
In der Region Hellweg gibt es seit Jahrzehnten ein reges konkretes Kunstschaffen, dessen Qualität den internationalen Vergleich nicht scheuen muss. Mit diesem Projekt wird den Künstlern aus der Region, die sich nach dem Zweiten Weltkrieg der Moderne stellten, der ihnen zustehende Platz in der Kunstgeschichte zugewiesen. Gerade die konkret-konstruktiven Entwicklungstendenzen der modernen Kunst in ihrer Konzentration auf elementare Bildmittel wie Linie, Farbe, Fläche, Volumen und Raum werden gemeinhin noch immer als sperrig empfunden. Zu einem nicht unwesentlichen Teil ist dies eine Spätfolge der radikalen Kulturpolitik der Nationalsozialisten, durch die entsprechende Tendenzen der modernen Kunst unterbrochen und unterbunden wurden. Auch in diesem Zusammenhang will das Projekt dazu beitragen, der konkreten Kunst aus der Hellweg-Region den ihr gebührenden Stellenwert einzuräumen und überregionale Würdigung zu verschaffen.
Projektpartner seit 2015 sind das Kunstmuseum Ahlen, die Stiftung Konzeptuelle Kunst mit dem RAUM SCHROTH im Museum Wilhelm Morgner in Soest, die Carlernst-Kürten-Stiftung der Stadt Unna, der Freundeskreis Kloster Wedinghausen der Stadt Arnsberg sowie der Maximilianpark Hamm und der benachbarte Hammer Künstlerbund.
Das K. G. Schmidt-Archiv Bad Sassendorf ist ebenfalls seit Anfang an dabei und arbeitet seit 2017 mit dem Erlebnismuseum Westfälische Salzwelten zusammen.
2020 erweiterte sich der Kreis dann um das Gustav-Lübcke-Museum in Hamm.
Und 2024-25 das Museum Schloß Opherdicke in Holzwickede und das Museum Schloß Cappenberg in Selm im Kreis Unna.
Die Schirmherrschaft für den Projektzeitraum 2014–16 hatte der Regierungspräsident von Arnsberg, Gerd Bollermann, übernommen. Für den Projektzeitraum 2020–2021 waren es direkt zwei Schirmherrschaften Regierungspräsidentin vom Münsterland Dorothee Feller und Regierungspräsident von Arnsberg Hans-Josef Vogel.
Zahlreiche Katalogpublikationen sind mittlerweile zu den jeweiligen künstlerischen Positionen sowie dem Zusammenspiel der Künstler untereinander, auch im Hinblick auf das überregionale und internationale Geschehen erschienen. Parallel zu den Ausstellungen bieten museumspädagogische Angebote und ein vielfältiges Rahmenprogramm Zugänge zum Verständnis der konkreten Kunst.

## Hellweg Konkret I (2014–2016)
Die Aktualität und Relevanz der Werke regional wirkender Künstler wie Erich Lütkenhaus (1924–2010) und Gerhard Weber (1925–2013) in Hamm, K. G. Schmidt (1914–1987) in Bad Sassendorf, des Briten Gordon F. Turner (1944–1983) in Lippstadt sowie Carlernst Kürten (1921–2000) in Unna zeigt sich dabei insbesondere im Dialog mit internationalen Positionen der Gegenwart in Hellweg Konkret I.

## Hellweg Konkret II (2020–2021)
In Hellweg Konkret II wurde dem Phänomen des Zusammenspiel von Form und Farbe und dem daraus entstehenden Zauber, nachgespürt. Dabei boten die einzelnen Ausstellungen mit ihren Schwerpunkten – etwa Farbflächenmalerei in Soest von Jo Kuhn ansässig in Soest, Philippe Chitarrini aus Frankreich, András Gál aus Ungarn und Callum Innes aus Schottland sowie Jo Kuhn und K. G. Schmidt in Bad Sassendorf, Installation von Ernst Hermanns in Unna sowie Rita Rohlfing, Peter Paul Berg, Patrick Alexander Deventer und Ursula-Lisa Deventer in Hamm, Beat Zoderer in Ahle, Klang von Julius Stahl, Jan van Munster, Anton Quiring, Erich Reusch, Maarit Salolainen, Martin Willing, Carlernst Kürten und Beat Zoderer in Arnsberg sowie Bildhauerei im öffentlichen Raum unter anderem von Günther Zins und Wilfried Hagebölling – jeweils eigene Zugänge und einmalige Erlebnisse.

## Hellweg Konkret III (2024–2025)
Von 2024 bis 2025 finden 10 Ausstellungen zum Thema Raum statt.
So gibt es im Gustav Lübke Museum eine umfassende Ausstellung zu Erich Lütkenhaus, der in diesem Jahr 100 Jahre alt geworden wäre. Sie ist betitelt mit Über den Raum hinaus. Im Kunstmuseum Ahlen zeigt die Schau Konkrete Frauen, neue Räume ausschließlich weibliche Positionen der Konkreten Kunst. Weitere Veranstaltungsräume sind u. a. die Westfälischen Salzwelten in Bad Sassendorf, der Maximilianpark in Hamm, das Kloster Wedinghausen in Arnsberg sowie das Museum Haus Morgner mit dem Raum Schroth. Dort zeigt der Künstler und Kurator Ivo Ringe in Zusammenarbeit mit dem Raum Schroth die Gruppenausstellung 3D. Wegweisende Plastik der konkreten Gegenwart, in welcher die Konkrete Kunst nicht – wie üblich – in der Malerei, sondern als dreidimensionale Skulpturen erfahrbar wird.